# 观堂镇 (亳州市)
观堂镇，是中华人民共和国安徽省亳州市谯城区下辖的一个乡镇级行政单位。

## 行政区划
观堂镇下辖以下地区：
观堂村、蒋瓦村、双合村、大裴村、高杨村、晨光村、张大村、刘集村、康达村、孙庄村、夏庙村、谯陵寺村、郭庄村、崔庄村、张庄村和张阁村。